# Vzkaz pro Ježíška
Vzkaz pro Ježíška je v pořadí patnácté sólové studiové album Lucie Bílé, nahrané roku 2024. Jedná se o netradiční vánoční písně, které jsou zcela nové a původní.

## Seznam písní
1. Vánoční stromek (hudba a text Pokáč)
2. Najdem to místo (hudba a text O5 a Radeček)
3. Vzkaz pro Ježíška (hudba O5 a Radeček a Martin „MAXO“ Šrámek, text O5 a Radeček)
4. Miluju (hudba a text Patricie Kaňok)
5. Návod na Štěstí (hudba a text Patricie Kaňok)
6. O Vánocích (hudba a text Pokáč)
7. Vánoční svetr (hudba a text Pokáč)
8. Vánoční přání (hudba a text Daniel Holý a O5 a Radeček)
9. Pro Tátu (hudba O5 a Radeček, text Daniel Holý a O5 a Radeček)

## Hudební aranžmá
- Šimon Martínek – kytary, piano (1, 4, 5, 7, 8)
- Martin „MAXO“ Šrámek – kytary, basa, programming, vokály (1, 2, 3, 4, 5, 7, 9)
- Radek Sekyra – piano, programming (2, 8, 9)
- Adrián Líška – basa, bicí (2, 3, 4, 5, 7, 8)
- Erika Reindlová – vokály (2, 4, 5, 7, 8, 9)
- Laura Wengová – vokály (2, 4, 5, 7, 8, 9)
- Veronika Adamičková – vokály (3, 7)
- Dalibor Cidlinský jr. – piano, synth, programming (6)
- Jan Cidlinský – baskytara (6)
- Josef Štěpánek – kytary (6)
- Sbor Boni pueri – (6)
- O5 a Radeček – vokály (8)

## Ocenění
- Zlatá deska